# Вайш'ї
Ва́йшії (санскрит वैश्य vaiśya) — члени третьої з чотирьох варн традиційного індійського суспільства. Варна вайшіїв обіймає торговців, ремісників, і землевласників. Фермерство, захист корів та бізнес є природним заняттям чи дхармою вайшіїв з різницею в тому, що у всіх цих випадках вайшії є роботодавцями, тоді як шудри є робітниками в цьому ж таки сільському господарстві.
Людина, що народилася в сім'ї брахманів, кшатріїв або вайшіїв стає двічі-народженою (двіджа), коли вона переходить через упанаяну, ініціацію у ведичну освіту або освіту, що допомагає їй опанувати ті частини чотирьох Вед, що стосуються її занять.